# John den Braber
John den Braber (Rotterdam, 16 september 1970) is een Nederlands voormalig wielrenner. Tegenwoordig is hij werkzaam als journalist en tekstschrijver.

## Wielrencarrière
John den Braber reed als amateur en beroepsrenner van 1989 tot 2002 voor onder meer WordPerfect, Collstrop-Lystex, Foreldorado-Golff en AXA Procycling Team. Hij nam deel aan acht wereldkampioenschappen op de baan en één WK op de weg in Stuttgart, waar hij met Bart Voskamp, Jans Koerts en Jaap ten Kortenaar als vijfde op de ploegentijdrit eindigde. De Rotterdammer werd daarnaast negende op de 100 kilometer ploegentijdrit tijdens de Olympische Spelen van Barcelona in 1992 en zevende op de ploegenachtervolging tijdens de Olympische Spelen van Sydney in  2000. In 1993 won Den Braber in het Limburgse Meerssen de nationale titel op de weg bij de amateurs en hij heeft het recordaantal etappeoverwinningen in Olympia’s Tour met dertien zeges. Op 32-jarige leeftijd stopte Den Braber met topsport en was hij tot 2009 ploegleider bij AXA Cycling Team, Ubbink-Syntec Cycling Team en Koga-Creditforce.

## Palmares

### Wegwielrennen
1990
- 3e etappe Teleflex Tour (Ster ZLM Tour)
- Eindklassement Teleflex Tour (Ster ZLM Tour)
- 1e etappe deel B Ronde van West-Vlaanderen
- 3e etappe deel A Olympia's Tour

1991
- 2e etappe Teleflex Tour (Ster ZLM Tour)
- 8e etappe deel A Olympia's Tour
- 1e etappe Hessen Rundfahrt

1992
- Omloop der Kempen
- 1e etappe Ronde van de Sarthe
- 1e etappe Olympia's Tour
- 2e etappe deel A Olympia's Tour
- 4e etappe Olympia's Tour

1993
- ?e etappe Ronde van Normandië
- 1e etappe Olympia's Tour
- 10e etappe Olympia's Tour Delfzijl
- Nederlands kampioen op de weg, Amateurs

1994
- Omloop van de Glazen Stad
- 2e etappe deel A Olympia's Tour
- 4e etappe Olympia's Tour
- 7e etappe Olympia's Tour

1995
- 5e etappe Ronde van Zweden
- Ronde van Noord-Holland
- 3 etappes Ronde van Bretagne
- 8e etappe deel A Olympia's Tour

1999
- Ronde van Midden-Brabant
- 11e etappe Olympia's Tour Amsterdam

### Piste
| Jaar | NK                     | EK | WK | Overig |
| ---- | ---------------------- | -- | -- | ------ |
| 1989 | 1km puntenkoers sprint |    |    |        |
| 1990 | puntenkoers            |    |    |        |
| 1991 |                        |    |    |        |
| 1992 |                        |    |    |        |
| 1993 |                        |    |    |        |
| 1994 |                        |    |    |        |
| 1995 |                        |    |    |        |
| 1996 |                        |    |    |        |
| 1997 |                        |    |    |        |
| 1998 |                        |    |    |        |
| 1999 |                        |    |    |        |
| 2000 | puntenkoers            |    |    |        |
| 2001 | ploegkoers             |    |    |        |
| 2002 |                        |    |    |        |

## Diverse prijzen
John den Braber werd in 1993 verkozen tot sportman van Rotterdam.